# Alen Bokšić
Alen Bokšić (Makarska, 21 de janeiro de 1970) é um ex-futebolista profissional croata, que atua como atacante.

## Carreira

### Clubes
Começou sua carreira profissional em 1987 no Hajduk Split, transferindo-se em 1991 para o futebol francês, a princípio no Cannes, onde disputou apenas um jogo. Na temporada seguinte, a 1992/93, mudou-se para o (à época) poderoso Olympique de Marselha, conquistando o campeonato francês, a artilharia da competição (23 gols) e a Copa dos Campeões da UEFA. Ao final de 1993, foi eleito o segundo melhor futebolista europeu, atrás do italiano Roberto Baggio.
Impressionada, a Lazio o trouxe para o futebol italiano para a próxima temporada. Bokšić jogaria pelo clube até 2000, conquistando nesse ano o segundo campeonato italiano do clube, além da última edição da Recopa Européia, em 1999. Havia feito um hiato na Lazio durante temporada 1996/97, quando jogou pela Juventus, conquistando pela Vecchia Signora o Scudetto daquela edição.
Jogou pelas seleções da Iugoslávia, pela qual foi convocado, embora não tenha jogado, para a Copa de 1990; e da Croácia, por onde jogou a Eurocopa de 1996 e a Copa de 2002, esta já aos 32 anos. Era presença certa na equipe que surpreendeu ao chegar ao terceiro lugar na Copa de 1998, mas uma lesão não lhe permitiu ir ao Mundial.
De 2000 a 2003, jogou no futebol inglês, pelo Middlesbrough, onde encerrou a carreira.